# Augustinerkloster Heiligenbeil
Das Augustinerkloster Heiligenbeil war ein Kloster der Augustiner-Eremiten in Heiligenbeil im Ordensland Preußen (heute Mamonowo in der Oblast Kaliningrad) von 1372 bis etwa 1525.

## Lage
Das Kloster lag in der Nähe des Mönchstors an der Stadtmauer innerhalb (oder außerhalb?) der mittelalterlichen Stadt an der Straße nach Bladiau, die Teil einer Bernsteinstraße war. Von den Gebäuden ist oberirdisch nichts erhalten.

## Geschichte
1372 gründeten der Prior und der Subprior des Augustinerklosters Rössel im Auftrag des Ordensmeisters Winrich von Kniprode ein neues Kloster in Heiligenbeil. Dies geschah als Erfüllung eines Gelübdes des Hochmeisters nach der kurzzeitigen Eroberung und Zerstörung der litauischen Burg Kaunas 1362.
Das Kloster erhielt in den folgenden Jahrzehnten Schenkungen und Stiftungen von Hochmeistern, Komturen und Ordensrittern, sowie von Bürgern. Es besaß Ackerland, Wiesen, hatte Rechte der Nutzung von Wäldern, zur Fischerei im Mühlenteich, sowie zum Brauen und Brennen von Alkohol. Die Mönche durften in umliegenden Gebieten terminieren (betteln), eine Sammelstelle ist in der Altstädtischen Kirche in Königsberg bekannt. Der Konvent wurde von einem Prior geleitet, erwähnt wurden auch Lektoren (lector).
1520 wurden die Gebäude durch polnische Truppen niedergebrannt. Einige Mönche lebten wahrscheinlich noch einige Zeit in den Gebäuderesten, im Zuge der Reformation wurde das Kloster um 1525 aufgelöst. Das Gelände wurde vom Bischof von Samland verwaltet, der einige Teile an Bürger abgab. 1563 ließ Herzog Albrecht das St.-Georgen-Hospital an dieser Stelle errichten, das bis 1865 dort blieb.